# مايكل بايرز
مايكل بايرز (بالإنجليزية: Michael Byers)‏ (1966)؛ روائي أمريكي.